# Rio Açu (vattendrag i Brasilien, Paraná)
Rio Açu är ett vattendrag i Brasilien.   Det ligger i delstaten Paraná, i den södra delen av landet, 1 100 km sydväst om huvudstaden Brasília.
Omgivningen kring Rio Açu består till största delen av jordbruksmark. Området är  glesbefolkat, med 15 invånare per kvadratkilometer.